# Nonnevot

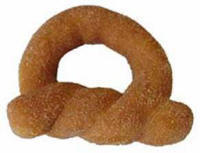
Een nonnevot

Een nonne[n]vot nonnenfortje of nonnenstrik is een typisch Limburgs en meer in het bijzonder Sittards gebak(je) in de vorm van een lus met een losse knoop.
Het wordt in deze streek traditioneel vooral tijdens carnaval (Vastelaovend) gegeten. Nonnevotten worden volgens de traditie gebakken vanaf 11 november (de aftrap van het carnavalsseizoen) tot Aswoensdag.

## Samenstelling
Nonnevotten bestaan uit meel, gist, melk, zout, boter en fijne kristalsuiker of witte basterdsuiker en worden gefrituurd in (zonnebloem)olie of reuzel.

## Geschiedenis
Waar de naam 'nonnevot' precies vandaan komt, is niet geheel duidelijk. Vot is in veel Limburgse dialecten een gangbaar woord voor bil; letterlijk betekent het dus "achterwerk van een non".
Er zijn verschillende verklaringen in omloop. Een daarvan is dat de zusters franciscanessen, die tussen 1600 en 1700 ook een klooster hadden in Sittard, dit frituurgebak gaven aan mensen die lompen en vodden brachten waarvan de opbrengst voor de armen bestemd was.
Het gebak werd volgens de overlevering in 1676 aangeboden aan de Franse bevelhebbers die tijdens de Hollandse Oorlog de stad Sittard wilden innemen. Omstreeks dezelfde tijd is in het Nederlands het woord nonnenfortje opgetekend (waarin het Middelnederlandse vort "buikwind, scheet" besloten zou zitten). Weer een andere verklaring stelt dat de naam ofwel afkomstig is van de strik die nonnen vroeger op hun achterwerk (oppe vot) droegen.
Nog een andere opgevoerde mogelijke etymologische verklaring is dat non in dit verband niet verwijst naar de kloosterzuster, maar naar een bepaald soort varken.

## Varia
In Zuid-Limburg is dit gebakje ook bekend als een strik of sjtrik, of onder de verzamelnaam voor gelijksoortig gebak: poefel. Deze poefele lijken op berlinerbol en zijn gevuld met jam of banketbakkersroom.